# 大澤真幸
大澤 真幸（おおさわ まさち、1958年10月15日 - ）は、日本の社会学者。元京都大学大学院人間・環境学研究科教授。専攻は数理社会学・理論社会学。学位は社会学博士（東京大学）。
現代社会の諸現象を高度なロジックで多角的に検証する。著書に『身体の比較社会学』(1990年)、『ナショナリズムの由来』(2007年)、『自由という牢獄』(2015年)、『可能なる革命』(2016年)などがある。

## 経歴
長野県松本市生まれ。信州大学教育学部附属松本小学校、信州大学教育学部附属松本中学校、長野県松本深志高等学校、東京大学文学部社会学科卒業。1987年、東京大学大学院社会学研究科博士課程単位取得満期退学。同年4月、東京大学文学部助手（ - 1990年）。
1990年「行為の代数学」で社会学博士（東京大学）。その後、千葉大学文学部講師・助教授、1998年京都大学大学院人間・環境学研究科助教授。
2007年同研究科教授に昇格。2009年9月1日付で辞職。
哲学界に「身体のメディア化＝植民地化」を提言、日本文学の教育の領域で「〈日本語〉で考えるということ」を発表、また霊長類学60周年の節目には「霊長類学はヒトの見方をどう変えたか」を提言する。
2010年から思想誌『THINKING「O」』主宰。2011年『ふしぎなキリスト教』(講談社現代新書、共著橋爪大三郎)にて新書大賞受賞。
2014年から早稲田大学文化構想学部で講義を行っており、講義の2016年度分は『サブカルの想像力は資本主義を超えるか』（KADOKAWA、2018年3月）として書籍化された。

## 著書

### 単著
- 博士論文『行為の代数学――スペンサー＝ブラウンから社会システム論へ』（青土社、1988年[4][5]、増補新版 1999年）
- 『身体の比較社会学（1[14]・2）』（勁草書房、1990年）
- 『資本主義のパラドックス――楕円幻想』（新曜社、1991年／ちくま学芸文庫、2008年）[15]
- 『意味と他者性』（勁草書房、1994年）[16]
- 『電子メディア論――身体のメディア的変容』（新曜社、1995年）[17][18]
- 『虚構の時代の果て――オウムと世界最終戦争』（ちくま新書、1996年／増補版：ちくま学芸文庫、2009年）
- 『性愛と資本主義』（青土社、1996年）[19]
- 『恋愛の不可能性について』（春秋社、1998年／ちくま学芸文庫、2005年）
- 『戦後の思想空間』（ちくま新書、1998年）
- 『「不気味なもの」の政治学』（新書館、2000年）
- 『帝国的ナショナリズム――日本とアメリカの変容』（青土社、2004年）
- 『現実の向こう』（春秋社、2005年）
- 『思想のケミストリー』（紀伊國屋書店、2005年）
- 『美はなぜ乱調にあるのか――社会学的考察』（青土社、2005年）
- 『ナショナリズムの由来』（講談社、2007年）[20]
- 『逆接の民主主義――格闘する思想』（角川oneテーマ21新書、2008年）
- 『不可能性の時代』（岩波新書、2008年）
- 『〈自由〉の条件』（講談社、2008年／改訂版：講談社文芸文庫、2018年）
- 『量子の社会哲学――革命は過去を救うと猫が言う』（講談社、2010年）
- 『生きるための自由論』（河出書房新社〈河出ブックス〉、2010年）
- 『現代宗教意識論』（弘文堂、2010年）
- 『「正義」を考える――生きづらさと向き合う社会学』（NHK出版新書、2011年）
- 『社会は絶えず夢を見ている』（朝日出版社、2011年）
- 『近代日本のナショナリズム』（講談社選書メチエ、2011年）
- 『〈世界史〉の哲学――古代篇』（講談社、2011年／講談社文芸文庫、2022年）
- 『〈世界史〉の哲学――中世篇』（講談社、2011年／講談社文芸文庫、2022年）
- 『夢よりも深い覚醒へ――3・11後の哲学』（岩波新書、2012年）
- 『近代日本思想の肖像』（講談社学術文庫、2012年）
- 『動物的/人間的――1.社会の起原』（弘文堂、2012年）
- 『生権力の思想――事件から読み解く現代社会の転換』（ちくま新書、2013年）
- 『〈未来〉との連帯は可能である。しかし、どのような意味で？』（弦書房、2013年）
- 『思考術』（〈河出ブックス〉、2013年）
  - 『考えるということ：知的創造の方法』（河出文庫、2017年1月） - 解説：木村草太「凡庸な警察と名探偵」
- 『〈世界史〉の哲学――東洋篇』（講談社、2014年／講談社文芸文庫、2023年）
- 『〈問い〉の読書術』（〈朝日新書〉、2014年）
- 『〈世界史〉の哲学 イスラーム篇』（講談社、2015年／講談社文芸文庫、2024年）
- 『自由という牢獄――責任・公共性・資本主義』（岩波書店、2015年／岩波現代文庫、2018年）
- 『社会システムの生成』（弘文堂、2015年）
- 『 日本史のなぞ：なぜこの国で一度だけ革命が成功したのか』（朝日新聞出版〈朝日新書583〉、2016年）
- 『山崎豊子と「男」たち』（新潮選書、2017年）
- 『憎悪と愛の哲学』（KADOKAWA、2017年）
- 『サブカルの想像力は資本主義を超えるか』（KADOKAWA、2018年3月）
- 『考えるということ：知的創造の方法』（河出文庫、2017年）
- 『三島由紀夫 ふたつの謎』（集英社新書、2018年11月）
- 『社会学史』（講談社現代新書、2019年）
- 『新世紀のコミュニズムへ 資本主義の内からの脱出』NHK出版〈生活人新書〉、2021年4月。ISBN 978-4-14-088652-6。
- 『逆説の古典 : 着想を転換する思想哲学50選』（朝日新書、2025年2月）

### 個人誌
- 『大澤真幸THINKING「O」』（左右社、2010年3月～）

### 共著
- （香山リカ）『心はどこへ行こうとしているか――クロス・トーク! 社会学VS精神医学』（マガジンハウス、1998年）
- （吉見俊哉・小森陽一・田嶋淳子・山中速人）『メディア空間の変容と多文化社会』（青弓社、1999年）
- （金子勝）『見たくない思想的現実を見る――共同取材』（岩波書店、2002年）
- （佐伯啓思）『テロの社会学』（新書館、2005年）
- （北田暁大）『歴史の〈はじまり〉』（左右社、2008年）
- （橋爪大三郎）『ふしぎなキリスト教』（講談社現代新書、2011年）
- （見田宗介）『二千年紀の社会と思想』（太田出版、2012年）
- （水野和夫）『資本主義という謎――「成長なき時代」をどう生きるか』（NHK出版新書、2013年）
- （橋爪大三郎・宮台真司）『おどろきの中国』（講談社現代新書、2013年）
- （橋爪大三郎・宮台真司・志田基与師・盛山和夫・山田昌弘・今田高俊・伊藤真・副島隆彦・渡部恒三・関口慶太・村上篤直）『小室直樹の世界-社会科学の復興をめざして』（ミネルヴァ書房、2013年）
- （成田龍一）『現代思想の時代 〈歴史の読み方〉を問う』（青土社、2014年）
- （小林康夫）『「知の技法」入門』（河出書房新社、2014年）
- （塩原良和・橋本努・和田伸一郎）『ナショナリズムとグローバリズム』（新曜社、2014年）
- （木村草太）『憲法の条件――戦後70年から考える』（NHK出版新書、2015年）
- （橋爪大三郎）『げんきな日本論』（講談社現代新書2391、2016年）
- （鹿島徹）『危機における歴史の思考：哲学と歴史のダイアローグ』（響文社、2017年）付録：『「経験の貧困」への妥協なき抵抗としての「フィロソフィア」』
- （稲垣久和）『キリスト教と近代の迷宮』（春秋社、2018年4月）
- （永井均）『今という驚きを考えたことがありますか：マクタガートを超えて』（左右社、2018年6月）[21]
- （堤未果・中島岳志・高橋源一郎）『メディアと私たち』（NHK出版〈別冊NHK100分de名著〉、2018年）
- （堤未果、島岳志、大澤真幸、高橋源一郎）『支配の構造 国家とメディア−世論はいかに操られるか』SBクリエイティブ〈SB新書〉、2019年7月。ISBN 978-4-7973-9885-4。
- （仲野徹、小川さやか、樋口恭介、ほか）『思想としての〈新型コロナウイルス禍〉』河出書房新社、2020年5月。ISBN 978-4-309-24966-7。
- （島田雅彦、中島岳志、ヤマザキマリ）『ナショナリズム』NHK出版〈教養・文化シリーズ〉、2020年8月。ISBN 978-4-14-407257-4。
- （原武史、菅孝行、磯前順一、島薗進、片山杜秀）『これからの天皇制 令和からその先へ』春秋社、2020年11月。ISBN 978-4-393-33379-2。

### 編著
- 『社会学のすすめ』（筑摩書房、1996年）
- 『ナショナリズム論の名著50』（平凡社、2002年）
- 『アキハバラ発――〈00年代〉への問い』（岩波書店、2008年）
- 『3・11後の思想家25』（左右社、2012年）
- 『戦後思想の到達点 柄谷行人、自身を語る 見田宗介、自身を語る』NHK出版、2019年11月。ISBN 978-4-14-081802-2。

### 児童書
- 『文明の内なる衝突：テロ後の世界を考える』（日本放送出版協会、2002年／増補版〈河出文庫〉、2011年）
- （東浩紀）『自由を考える――9・11以降の現代思想』（日本放送出版協会、2003年）
- （渡辺えり子・秋元康・渡邉美樹）『愛ってなんだろう』（佼成出版社、2007年）
- 編書『社会学の知33 (Handbook of thoughts)』（新書館、2000年）
- （雨宮処凛・新井紀子・石原千秋）『ほかの誰も薦めなかったとしても今のうちに読んでおくべきだと思う本を紹介します。』（〈河出書房新社〉、2012年）
  - 『10代のうちに本当に読んでほしい「この一冊」』（河出書房新社、2016年）「ほかの誰も薦めなかったとしても今のうちに読んでおくべきだと思う本を紹介します。」(2012年刊)の改題
- （桐光学園中学校・桐光学園高等学校）『学問のツバサ：13歳からの大学授業』〈桐光学園特別授業 2〉（東京：水曜社、2009年）
- （橋爪大三郎）『ゆかいな仏教』（東京：サンガ、2013年）
  - （橋爪大三郎）『ゆかいな仏教』（サンガ、2017年）
- （岩間輝生・坂口浩一・佐藤和夫）『ちくま評論選：高校生のための現代思想エッセンス』〈筑摩書房、2012年〉
- （北田暁大・多木浩二・桐光学園）『生き抜く力を身につける』（筑摩書房、2015年）
- （古市憲寿）『古市くん、社会学を学び直しなさい!!』（光文社、2016年）
- （橋爪大三郎・佐藤郁哉・吉見俊哉）『社会学講義』（筑摩書房、2016年）

### 書評
- 「家父長制の物質的基礎を問う：上野千鶴子著『家父長制と資本制』をめぐって」『社会学評論』第3巻、307-315頁。DOI 10.4057/jsr.42.307
- 「富永茂樹著 『都市の憂鬱－－感情の社会学のために』」『ソシオロジ』第1巻第一号、1997年、135-144頁。DOI 10.14959/soshioroji.42.1_135
- 「ポストモダン社会における<公共性>の条件」(報告3,企画分科会Iの報告,公共性概念の再検討)『社会・経済システム』第10巻、23-39頁（2004年）、DOI 10.20795/jasess.25.0_23、ISSN 0913-5472

### 共編著
- （井上俊・上野千鶴子・見田宗介・吉見俊哉）『岩波講座現代社会学（全27巻）』（岩波書店、1995年-1997年）
- （見田宗介・上野千鶴子・内田隆三・佐藤健二・吉見俊哉）『社会学文献事典』（弘文堂、1998年）
- （猪口孝、岡沢憲芙、山本吉宣、ステーヴン・リード）『政治学事典』（弘文堂、2000年）
- （小林康夫・永井均・山本ひろ子・中島隆博・中島義道・河本英夫）『事典哲学の木』（講談社、2002年）
- （姜尚中）『ナショナリズム論・入門』（有斐閣、2009年）

### 共訳書
- （宮台真司）G・スペンサー＝ブラウン『形式の法則』（朝日出版社、1987年）

### 電子書籍
- 『緊急発言 普天間基地圏外移設案』（朝日出版社、2010年）

## 受賞歴
- 2007年『ナショナリズムの由来』（毎日出版文化賞）
- 2015年『自由という牢獄』（河合隼雄学芸賞）[22]

## 出演
- ニュースザップ（BSスカパー、2016年 - 2017年）
- ビデオニュース・ドットコム（2022年5月7日）
- エアレボリューション（ニコニコ生放送）[23]